# Gordana Muzaferija
Gordana Muzaferija (Oštarije, 27. veljače 1948. – Visoko, 5. kolovoza 2008.), bosanskohercegovačka je teatrologinja.

## Životopis
Gordana Muzaferija je rođena u Oštarijama, a osnovnu školu i gimnaziju završila je u Visokom. Diplomirala je 1973. na studijskoj grupi Istorije južnoslavenskih književnosti na Filozofskom fakultetu u Sarajevu. Magistrirala je na istom fakultetu 1984. obranivši magistarski rad Dramska književnost u BiH od 1945. do 1983. Doktorirala je 1990. godine na temi Narodna pjesma kao inspiracija u jugoslavenskom dramskom stvaralaštvu. 
Objavila je veliki broj književno-povijesnih i dramatološko-teatroloških radova, dvije knjige dramskih tekstova Alije Isakovića s iscrpnim predgovorima. U okviru Izdavačke kuće "Alef" autorica je Antologije bošnjačke drame XX vijeka i Hrestomatije Bošnjačke književnosti u književnoj kritici, novija književnost – Drama, knjiga V. Pored toga napisala je i dvije monografske studije Činiti za teatar i Kazališne igre Mire Gavrana.
Muzaferija je sudjelovala na brojnim slavističkim skupovima, simpozijima i konferencijama u Bosni i Hercegovini i inozemstvu, između ostalih i na simpozijima koje svake godine u južnoslavenskim centrima organizira Sorbonne Paris IV. Kao gostujući profesor predavala je na fakultetima u Mostaru, Tuzli, Rijeci, Innsbrucku i Halleu. Radila je i kao suradnica Leksikografskog zavoda "Miroslav Krleža" i Hrvatske akademije znanosti i umjetnosti u Zagrebu. Kao stručnjak za bosanskohercegovački teatar sudjelovala je u izradi teatarske enciklopedije Larousse – Bordas.